# Olympische Sommerspiele 1996/Teilnehmer (Argentinien)
| Gelbes Symbol für Goldmedaillen mit stilisierten Olympischen Ringen | Graues Symbol für Silbermedaillen mit stilisierten Olympischen Ringen | Braundes Symbol für Bronzemedaillen mit stilisierten Olympischen Ringen |
| ------------------------------------------------------------------- | --------------------------------------------------------------------- | ----------------------------------------------------------------------- |
| —                                                                   | 2                                                                     | 1                                                                       |

Argentinien nahm bei den Olympischen Sommerspielen 1996 zum neunzehnten Mal an Olympischen Sommerspielen teil. Das Team bestand aus 178 Sportlern, von denen 131 Männer und 47 Frauen waren. Sie starteten in 101 Wettbewerben in 20 Sportarten.

## Flaggenträger
Der Judoka Carolina Mariani trug die Flagge Argentiniens während der Eröffnungsfeier am 19. Juli 1996 im Centennial Olympic Stadium.

## Medaillengewinner
Mit zwei gewonnenen Silber- und einer Bronzemedaille belegte das argentinische Team Platz 54 im Medaillenspiegel.

### Silber
- Herren-Fußballmannschaft
- Carlos Espínola: Segeln, Windsurfen

### Bronze
- Pablo Chacón; Boxen, Federgewicht

## Teilnehmer
Jüngste Teilnehmerin war die Turnerin Ana Destéfano mit 15 Jahren und 60 Tagen, der älteste war der Schütze Ricardo Rusticucci mit 50 Jahren und 73 Tagen.
| Name                      | Alter | Geschlecht | Sportart        | Resultat(e) |
| ------------------------- | ----- | ---------- | --------------- | --- |
| Magdalena Aicega          | 22    | weiblich   | Hockey          | Platz 7 mit der Mannschaft |
| Justo Albarracín          | 45    | männlich   | Reitsport       | Mannschaftsspringen; Einzelspringen |
| Matías Almeyda            | 22    | männlich   | Fußball         | Silber mit der Mannschaft |
| Sebastián Alquati         | 20    | männlich   | Judo            | Platz 13 im Leichtgewicht |
| Serena Amato              | 21    | weiblich   | Segeln          | Platz 8 im Europe |
| Dolores Amaya             | 16    | weiblich   | Rudern          | Platz 4 im ersten Zwischenlauf im Doppelzweier |
| Sandra Ambrosio           | 33    | weiblich   | Radsport        | Mountainbike |
| Mariana Arnal             | 22    | weiblich   | Hockey          | Platz 7 mit der Mannschaft |
| Gustavo Artacho           | 28    | männlich   | Radsport        | Straßenrennen |
| Verónica Artica           | 26    | weiblich   | Hockey          | Platz 7 mit der Mannschaft |
| Valeria Álvarez           | 18    | weiblich   | Schwimmen       | Platz 39 über 50 Meter Freistil; Platz 43 über 100 Meter Freistil; Platz 21 mit der 200-Meter-Freistilstaffel; Platz 30 über 100 Meter Rücken; Platz 23 mit der 100-Meter-Lagenstaffel                                                                                                  |
| Andrea Ávila              | 26    | weiblich   | Leichtathletik  | Platz 31 in der Weitsprung-Qualifikation |
| Roberto Ayala             | 23    | männlich   | Fußball         | Silber mit der Mannschaft |
| Leandro Baccaro           | 23    | männlich   | Hockey          | Platz 9 mit der Mannschaft |
| Orlando Baccino           | 25    | männlich   | Judo            | Platz 21 im Schwergewicht |
| Walter Balunek            | 24    | männlich   | Rudern          | Platz 12 im Zweier ohne Steuermann |
| Alicia Barrancos          | 24    | weiblich   | Schwimmen       | Platz 28 über 400 Meter Freistil; Platz 17 über 800 Meter Freistil; Platz 21 mit der 200-Meter-Freistilstaffel |
| Christian Bassedas        | 23    | männlich   | Fußball         | Silber mit der Mannschaft |
| Alejandro Bender          | 20    | männlich   | Judo            | Platz 7 im Halb-Schwergewicht |
| Maria Bertellotti         | 16    | weiblich   | Schwimmen       | Platz 21 mit der 200-Meter-Freistilstaffel; Platz 23 mit der 100-Meter-Lagenstaffel |
| Martin Billoch            | 36    | männlich   | Segeln          | Platz 7 im 470er |
| Fernando Borrero          | 27    | männlich   | Volleyball      | Platz 8 mit der Mannschaft |
| Carlos Bossio             | 22    | männlich   | Fußball         | Silber mit der Mannschaft |
| Max Caldas                | 23    | männlich   | Hockey          | Platz 9 mit der Mannschaft |
| Guillermo Calegari Jr.    | 44    | männlich   | Segeln          | Platz 22 im Star |
| Santiago Capurro          | 21    | männlich   | Hockey          | Platz 9 mit der Mannschaft |
| Alejandra Carbone         | 20    | weiblich   | Fechten         | Platz 11 mit der Florett-Mannschaft; Platz 36 im Florett-Einzel |
| Federico Castaing         | 36    | männlich   | Reitsport       | Mannschaftsspringen; Einzelspringen |
| Julieta Castellán         | 23    | weiblich   | Hockey          | Platz 7 mit der Mannschaft |
| María Castelli            | 23    | weiblich   | Hockey          | Platz 7 mit der Mannschaft |
| Diego Cánepa              | 20    | männlich   | Kanurennsport   | Platz 9 im ersten Halbfinale im K2 über 500 Meter |
| Pablo Cavallero           | 22    | männlich   | Fußball         | Silber mit der Mannschaft |
| Pablo Chacón              | 21    | männlich   | Boxen           | Bronze im Federgewicht |
| José Chamot               | 27    | männlich   | Fußball         | Silber mit der Mannschaft |
| Andrés Charadía           | 30    | männlich   | Leichtathletik  | Platz 35 in der Hammerwurf-Qualifikation |
| Latauro Chávez            | 30    | männlich   | Radsport        | Mountainbike |
| Diego Chiodo              | 26    | männlich   | Hockey          | Platz 9 mit der Mannschaft |
| Ángel Colla               | 22    | männlich   | Radsport        | Platz 17 im 1000-Meter-Zeitfahren |
| Martín Conde              | 24    | männlich   | Beachvolleyball | Platz 13 |
| Lorena Corengia           | 22    | weiblich   | Rudern          | Platz 13 im Zweier ohne Steuermann |
| Javier Correa             | 20    | männlich   | Kanurennsport   | Platz 7 im zweiten Halbfinale im K1 über 500 Meter; Platz 9 im ersten Halbfinale im K2 über 1000 Meter |
| Silvina Corvalán          | 22    | weiblich   | Hockey          | Platz 7 mit der Mannschaft |
| Hernán Crespo             | 21    | männlich   | Fußball         | Silber mit der Mannschaft |
| Gabriel Curuchet          | 33    | männlich   | Radsport        | Platz 14 in der Mannschaftsverfolgung |
| Juan Esteban Curuchet     | 31    | männlich   | Radsport        | Platz 23 im Punktefahren |
| Esteban de la Fuente      | 27    | männlich   | Basketball      | Platz 9 mit der Mannschaft |
| Marcelo Delgado           | 23    | männlich   | Fußball         | Silber mit der Mannschaft |
| Ana Destéfano             | 15    | weiblich   | Turnen          | Platz 65 in der Mehrkampf-Qualifikation; Platz 86 in der Schwebebalken-Qualifikation; Platz 57 in der Stufenbarren-Qualifikation; Platz 61 in der Pferdsprung-Qualifikation; Platz 71 in der Qualifikation am Boden                                                                     |
| Alejandro Doherty         | 30    | männlich   | Hockey          | Platz 9 mit der Mannschaft |
| Jorge Alberto Elgueta     | 26    | männlich   | Volleyball      | Platz 8 mit der Mannschaft |
| Pablo Elisii              | 24    | männlich   | Judo            | Platz 17 im Mittelgewicht |
| Jorge Enríquez            | 24    | männlich   | Rudern          | Platz 17 im Leichtgewichts-Vierer |
| Juan Espil                | 28    | männlich   | Basketball      | Platz 9 mit der Mannschaft |
| Carlos Espínola           | 24    | männlich   | Segeln          | Silber im Windsurfen |
| Gastón Etlis              | 21    | männlich   | Tennis          | Platz 33 im Einzel |
| Daniel Farabello          | 22    | männlich   | Basketball      | Platz 9 mit der Mannschaft |
| Mónica Fechino            | 29    | weiblich   | Segeln          | Platz 17 im Windsurfen |
| Santiago Fernández        | 19    | männlich   | Rudern          | Platz 4 im ersten Zwischenlauf im Doppelvierer |
| Sergio Fernández          | 29    | männlich   | Rudern          | Platz 12 im Einer |
| Fernando Ferrara          | 27    | männlich   | Hockey          | Platz 9 mit der Mannschaft |
| Agustín Fiorilli          | 17    | männlich   | Schwimmen       | Platz 28 über 400 Meter Freistil; Platz 26 über 1500 Meter Freistil |
| Sebastián Firpo           | 19    | männlich   | Volleyball      | Platz 8 mit der Mannschaft |
| Amelia Fournel            | 19    | weiblich   | Schießen        | Platz 13 mit dem Luftgewehr |
| Javier Frana              | 29    | männlich   | Tennis          | Platz 33 im Einzel; Platz 17 im Doppel |
| Oscar Fuentes             | 42    | männlich   | Reitsport       | Mannschaftsspringen; Einzelspringen |
| Marcelo Gallardo          | 20    | männlich   | Fußball         | Silber mit der Mannschaft |
| Christina Gallo           | 20    | weiblich   | Schießen        | Platz 29 mit der Luftpistole; Platz 33 mit der Sportpistole |
| Anabel Gambero            | 24    | weiblich   | Hockey          | Platz 7 mit der Mannschaft |
| Marcelo Gandolfo          | 24    | männlich   | Gewichtheben    | Platz 24 im Leichtgewicht |
| Gastón García             | 28    | männlich   | Judo            | Platz 5 im Halb-Mittelgewicht |
| Gonzalo García            | 20    | männlich   | Radsport        | Platz 14 in der Mannschaftsverfolgung |
| María Garisoain           | 24    | weiblich   | Rudern          | Platz 4 im ersten Zwischenlauf im Doppelzweier |
| Carlos Gats               | 26    | männlich   | Leichtathletik  | Platz 4 im siebten Vorlauf über 100 Meter; Platz 7 im fünften Zwischenlauf über 200 Meter |
| Oscar Gómez               | 20    | männlich   | Boxen           | Platz 17 im Leicht-Mittelgewicht |
| Marcelo Gil               | 31    | männlich   | Schießen        | Platz 45 im Skeet |
| Griselda González         | 30    | weiblich   | Leichtathletik  | Platz 19 im Marathon |
| Mariana González          | 20    | weiblich   | Hockey          | Platz 7 mit der Mannschaft |
| Inés Gorrochategui        | 23    | weiblich   | Tennis          | Platz 9 im Einzel |
| Lorena Guado              | 22    | weiblich   | Schießen        | Platz 29 mit der Sportpistole; Platz 32 mit der Luftpistole |
| Hernán Gumy               | 24    | männlich   | Tennis          | Platz 33 im Einzel |
| Yanina Iannuzzi           | 22    | weiblich   | Fechten         | Platz 11 mit der Florett-Mannschaft; Platz 35 im Florett-Einzel |
| Paulo Ibire               | 29    | männlich   | Ringen          | Platz 18 im Leichtgewicht Freistil |
| Sebastián Jabif           | 23    | männlich   | Volleyball      | Platz 8 mit der Mannschaft |
| Ricardo Kierkegaard       | 43    | männlich   | Reitsport       | Mannschaftsspringen; Einzelspringen |
| Rubén Knulst              | 23    | männlich   | Rudern          | Platz 4 im ersten Zwischenlauf im Doppelvierer |
| Mariano Kowalczyk         | 24    | männlich   | Rudern          | Platz 5 im ersten Zwischenlauf im Vierer ohne Steuermann |
| Florencia Labat           | 25    | weiblich   | Tennis          | Platz 17 im Einzel |
| Santiago Lange            | 34    | männlich   | Segeln          | Platz 9 im Laser |
| Hernán Legizamón          | 26    | männlich   | Rudern          | Platz 17 im Leichtgewichts-Vierer |
| Gabriel Lemme             | 26    | männlich   | Gewichtheben    | Leichtgewicht |
| Jorge Lencina             | 20    | männlich   | Judo            | Platz 21 im Extra-Leichtgewicht |
| Luis Lobo                 | 25    | männlich   | Tennis          | Platz 17 im Doppel |
| Jorge Lombi               | 24    | männlich   | Hockey          | Platz 9 mit der Mannschaft |
| Pablo Lombi               | 27    | männlich   | Hockey          | Platz 9 mit der Mannschaft |
| Claudio López             | 22    | männlich   | Fußball         | Silber mit der Mannschaft |
| Gustavo López             | 23    | männlich   | Fußball         | Silber mit der Mannschaft |
| Sofia MacKenzie           | 24    | weiblich   | Hockey          | Platz 7 mit der Mannschaft |
| Mauro Maiola              | 28    | männlich   | Segeln          | Platz 22 im Star |
| Gustavo Majauskas         | 30    | männlich   | Gewichtheben    | Platz 20 im Federgewicht |
| Leandro Maly              | 20    | männlich   | Volleyball      | Platz 8 mit der Mannschaft |
| Sergio Mangin             | 23    | männlich   | Kanurennsport   | Platz 9 im ersten Halbfinale im K2 über 500 Meter |
| Leandro Marchetti         | 21    | männlich   | Fechten         | Platz 32 im Florett-Einzel |
| Carolina Mariani          | 23    | weiblich   | Judo            | Platz 7 im Halb-Leichtgewicht |
| Eduardo Esteban Martínez  | 34    | männlich   | Beachvolleyball | Platz 13 |
| Guillermo Martínez        | 27    | männlich   | Volleyball      | Platz 8 mit der Mannschaft |
| Liliana Martinelli        | 26    | weiblich   | Leichtathletik  | Platz 35 in der Diskuswurf-Qualifikation |
| Karina Masotta            | 25    | weiblich   | Hockey          | Platz 7 mit der Mannschaft |
| José Martin Meolans       | 18    | männlich   | Schwimmen       | Platz 23 über 50 Meter Freistil; Platz 45 über 100 Meter Freistil; Platz 38 über 100 Meter Schmetterling |
| Ernesto Michael           | 25    | männlich   | Basketball      | Platz 9 mit der Mannschaft |
| Marcelo Milanesio         | 31    | männlich   | Basketball      | Platz 9 mit der Mannschaft |
| Marcos Milinkovic         | 24    | männlich   | Volleyball      | Platz 8 mit der Mannschaft |
| Gabriel Minadeo           | 28    | männlich   | Hockey          | Platz 9 mit der Mannschaft |
| Francisco Morales         | 24    | männlich   | Judo            | Platz 34 im Halb-Leichtgewicht |
| Hugo Morales              | 21    | männlich   | Fußball         | Silber mit der Mannschaft |
| Pablo Moreira             | 25    | männlich   | Hockey          | Platz 9 mit der Mannschaft |
| Fernando Moresi           | 26    | männlich   | Hockey          | Platz 9 mit der Mannschaft |
| Omar Andrés Narváez       | 20    | männlich   | Boxen           | Platz 9 im Fliegengewicht |
| Marcelo Nicola            | 25    | männlich   | Basketball      | Platz 9 mit der Mannschaft |
| Fabrizio Nieva            | 31    | männlich   | Boxen           | Platz 9 im Leichtgewicht |
| Fabricio Oberto           | 23    | männlich   | Basketball      | Platz 9 mit der Mannschaft |
| Vanina Paula Oneto        | 23    | weiblich   | Hockey          | Platz 7 mit der Mannschaft |
| Marta Orellana            | 22    | weiblich   | Leichtathletik  | Platz 6 im zweiten Vorlauf über 800 Meter |
| Ariel Ortega              | 22    | männlich   | Fußball         | Silber mit der Mannschaft |
| Diego Osella              | 26    | männlich   | Basketball      | Platz neun mit der Mannschaft |
| Carlos Pages              | 17    | männlich   | Rudern          | Platz 4 im ersten Zwischenlauf im Doppelvierer |
| Edgardo Pailos            | 28    | männlich   | Hockey          | Platz 9 mit der Mannschaft |
| Marcelo Palacio           | 21    | männlich   | Turnen          | Platz 70 in der Mehrkampf-Qualifikation; Platz 89 in der Boden-Qualifikation; Platz 94 in der Pferdsprung-Qualifikation; Platz 90 in der Barren-Qualifikation; Platz 86 in der Reck-Qualifikation; Platz 90 in der Qualifikation an den Ringen; Platz 86 in der Seitpferd-Qualifikation |
| Carlos Palavecino         | 21    | männlich   | Rudern          | Platz 12 im Zweier ohne Steuermann |
| Dolores Pampin            | 22    | weiblich   | Fechten         | Platz 11 mit der Florett-Mannschaft; Platz 37 im Florett-Einzel |
| Gabriela Pando            | 26    | weiblich   | Hockey          | Platz 7 mit der Mannschaft |
| Pablo Paz                 | 23    | männlich   | Fußball         | Silber mit der Mannschaft |
| Esteban Pérez             | 27    | männlich   | Basketball      | Platz 9 mit der Mannschaft |
| Rodolfo Pérez             | 28    | männlich   | Hockey          | Platz 9 mit der Mannschaft |
| Walter Pérez              | 23    | männlich   | Radsport        | Platz 8 in der Einzelverfolgung; Platz 14 in der Mannschaftsverfolgung |
| Rubén Pegorin             | 31    | männlich   | Radsport        | Straßenrennen |
| Pablo Pereira             | 22    | männlich   | Volleyball      | Platz 8 mit der Mannschaft |
| Maria Pereyra             | 18    | weiblich   | Schwimmen       | Platz 21 mit der 200-Meter-Freistilstaffel; Platz 34 über 100 Meter Schmetterling; Platz 28 über 200 Meter Schmetterling; Platz 23 mit der 100-Meter-Lagenstaffel |
| Guillermo Pfaab           | 27    | männlich   | Rudern          | Platz 4 im ersten Zwischenlauf im Doppelvierer |
| Mauricio Pineda           | 21    | männlich   | Fußball         | Silber mit der Mannschaft |
| Marcelo Pugliese          | 27    | männlich   | Leichtathletik  | Platz 29 in der Diskuswurf-Qualifikation |
| Guillermi Quaini          | 25    | männlich   | Volleyball      | Platz 8 mit der Mannschaft |
| Federico Querin           | 29    | männlich   | Rudern          | Platz 17 im Leichtgewichts-Vierer |
| Jorge Querejeta           | 27    | männlich   | Hockey          | Platz 9 mit der Mannschaft |
| Jorge Racca               | 24    | männlich   | Basketball      | Platz 9 mit der Mannschaft |
| Julieta Ramirez           | 22    | weiblich   | Rudern          | Platz 13 im Zweier ohne Steuermann |
| Paula Reinoso             | 23    | weiblich   | Segeln          | Platz 22 im 470er |
| Carlos José Retegui       | 26    | männlich   | Hockey          | Platz 9 mit der Mannschaft |
| Jorgelina Rimoldi         | 24    | weiblich   | Hockey          | Platz sieben mit der Mannschaft |
| Agustín Rocha             | 25    | männlich   | Rudern          | Platz 17 im Leichtgewichts-Doppelzweier |
| Eduardo Rodríguez         | 24    | männlich   | Volleyball      | Platz acht mit der Mannschaft |
| Martín Rodríguez          | 21    | männlich   | Segeln          | Platz sieben im 470er |
| Maria Cecilia Rognoni     | 19    | weiblich   | Hockey          | Platz 7 mit der Mannschaft |
| Alejandro Romano          | 22    | männlich   | Volleyball      | Platz 8 mit der Mannschaft |
| Ricardo Rusticucci        | 50    | männlich   | Schießen        | Platz 26 mit dem Luftgewehr; Platz 45 im Kleinkaliber-Dreistellungskampf |
| Gabriela Sabatini         | 26    | weiblich   | Tennis          | Platz 9 im Einzel; Platz 17 im Doppel |
| Maria Carolina Santa Cruz | 17    | weiblich   | Schwimmen       | Platz 42 über 100 Meter Brust; Platz 32 über 200 Meter Brust; Platz 23 mit der 100-Meter-Lagenstaffel |
| Guillermo Saputo          | 19    | männlich   | Boxen           | Platz 17 im Weltergewicht |
| Gabriela Sánchez          | 33    | weiblich   | Hockey          | Platz 7 mit der Mannschaft |
| Rodolfo Schmitt           | 22    | männlich   | Hockey          | Platz 9 mit der Mannschaft |
| Gabriel Scortiquini       | 24    | männlich   | Rudern          | Platz 17 im Leichtgewichts-Vierer |
| Daniel Scuri              | 33    | männlich   | Rudern          | Platz 5 im ersten Zwischenlauf im Vierer ohne Steuermann |
| Roberto Sensini           | 29    | männlich   | Fußball         | Silber mit der Mannschaft |
| Horacio Sicilia           | 22    | männlich   | Rudern          | Platz 5 im ersten Zwischenlauf im Vierer ohne Steuermann |
| Antonio Fabián Silio      | 30    | männlich   | Leichtathletik  | Marathon |
| Diego Simeone             | 26    | männlich   | Fußball         | Silber mit der Mannschaft |
| Edgardo Simón             | 21    | männlich   | Radsport        | Platz 14 in der Mannschaftsverfolgung |
| Mariano Sosa              | 20    | männlich   | Rudern          | Platz 5 im ersten Zwischenlauf im Vierer ohne Steuermann |
| Ayelén Stepnik            | 20    | weiblich   | Hockey          | Platz 7 mit der Mannschaft |
| Abelardo Sztrum           | 22    | männlich   | Kanurennsport   | Platz 6 im ersten Halbfinale im K1 über 1000 Meter |
| Patricia Tarabini         | 27    | weiblich   | Tennis          | Platz 17 im Doppel |
| Elina Urbano              | 32    | weiblich   | Rudern          | Platz 16 im Einer |
| Sofia Usandizaga          | 25    | weiblich   | Segeln          | Platz 22 im 470er |
| Ángel Velarte             | 25    | männlich   | Schießen        | Platz 38 mit dem Luftgewehr; Platz 44 im Kleinkaliber-Dreistellungskampf |
| Luis Villar               | 29    | männlich   | Basketball      | Platz 9 mit der Mannschaft |
| Carlos Weber              | 30    | männlich   | Volleyball      | Platz 8 mit der Mannschaft |
| Rubén Wolkowyski          | 22    | männlich   | Basketball      | Platz 9 mit der Mannschaft |
| Javier Zanetti            | 22    | männlich   | Fußball         | Silber mit der Mannschaft |
| Fernando Zapata           | 22    | männlich   | Rudern          | Platz 17 im Leichtgewichts-Doppelzweier |